# Adnan Hadzic
Adnan Hadzic (Horten, 8 marzo 1999) è un calciatore norvegese, di origini bosniache, centrocampista dello Skeid.

## Carriera

### Club
Hadzic ha giocato nelle giovanili dell'Ørn-Horten. Ha esordito in prima squadra – in 2. divisjon – in data 31 maggio 2015, subentrando a Stanley Ihugba nella sconfitta per 3-0 patita sul campo del Fram Larvik.
Il 22 agosto 2016 ha trovato la prima rete con questa maglia, nella partita persa a domicilio col punteggio di 1-2 contro lo Strømsgodset 2. L'Ørn-Horten è retrocesso al termine del campionato.
Il 23 luglio 2017 è stato tesserato ufficialmente dallo Start, a cui si è legato fino al 31 dicembre 2020. Il 30 luglio ha pertanto debuttato in 1. divisjon, subentrando ad Erlend Segberg nel pareggio per 1-1 arrivato in casa del Sandnes Ulf. Il 3 settembre ha trovato la prima rete, nella vittoria per 1-3 sul Jerv. Alla fine della stagione, lo Start ha centrato la promozione in Eliteserien.
L'11 marzo 2018 ha quindi giocato la prima partita nella massima divisione norvegese, sostituendo Isaac Twum nel successo per 4-1 sul Tromsø.
Il 1º agosto 2020, Hadzic è passato al Sandnes Ulf con la formula del prestito. L'11 settembre successivo, il trasferimento è diventato a titolo definitivo: si è legato al Sandnes Ulf fino al 31 dicembre 2022.
Il 13 agosto 2021 è passato al Fredrikstad, a cui si è legato fino al 31 dicembre 2024.
Il 3 agosto 2022 si è trasferito ai danesi del SønderjyskE, per cui ha firmato un contratto quadriennale.
Il 31 agosto 2023 ha fatto ritorno in Norvegia, firmando un contratto valido fino al 31 dicembre 2025 con il KFUM Oslo.
Il 16 luglio 2024 è stato ufficializzato il suo passaggio al Raufoss con la formula del prestito.
Il 10 marzo 2025 è stato ufficializzato il suo trasferimento allo Skeid, a cui si è legato con un contratto biennale.

### Nazionale
Hadzic ha rappresentato la Norvegia a livello Under-18, Under-19 e Under-20. Con la compagine Under-20 ha partecipato al Mondiale 2019, in cui la Norvegia è stata eliminata al termine della fase a gironi.

## Statistiche

### Presenze e reti nei club
Statistiche aggiornate al 10 marzo 2025.
| Stagione           | Club               | Campionato         | Campionato | Campionato | Coppe nazionali | Coppe nazionali | Coppe nazionali | Coppe continentali | Coppe continentali | Coppe continentali | Supercoppe | Supercoppe | Supercoppe | Totale | Totale |
| Stagione           | Club               | Comp               | Pres       | Reti       | Comp            | Pres            | Reti            | Comp               | Pres               | Reti               | Comp       | Pres       | Reti       | Pres   | Reti   |
| ------------------ | ------------------ | ------------------ | ---------- | ---------- | --------------- | --------------- | --------------- | ------------------ | ------------------ | ------------------ | ---------- | ---------- | ---------- | ------ | ------ |
| 2015               | Ørn-Horten         | 2D                 | 10         | 0          | CN              | 0               | 0               | -                  | -                  | -                  | -          | -          | -          | 10     | 0      |
| 2016               | Ørn-Horten         | 2D                 | 24         | 5          | CN              | 1               | 0               | -                  | -                  | -                  | -          | -          | -          | 25     | 5      |
| gen.-lug. 2017     | Ørn-Horten         | 3D                 | 11         | 1          | CN              | 3               | 0               | -                  | -                  | -                  | -          | -          | -          | 14     | 1      |
| Totale Ørn-Horten  | Totale Ørn-Horten  | Totale Ørn-Horten  | 45         | 6          |                 | 4               | 0               |                    | -                  | -                  |            | -          | -          | 49     | 6      |
| lug.-dic. 2017     | Start              | 1D                 | 8          | 1          | CN              | -               | -               | -                  | -                  | -                  | -          | -          | -          | 8      | 1      |
| 2018               | Start              | ES                 | 16         | 0          | CN              | 3               | 0               | -                  | -                  | -                  | -          | -          | -          | 19     | 0      |
| 2019               | Start              | 1D                 | 12+1       | 0          | CN              | 1               | 0               | -                  | -                  | -                  | -          | -          | -          | 14     | 0      |
| gen.-ago. 2020     | Start              | ES                 | 1          | 0          | -               | -               | -               | -                  | -                  | -                  | -          | -          | -          | 1      | 0      |
| Totale Start       | Totale Start       | Totale Start       | 37+1       | 1          |                 | 4               | 0               |                    | -                  | -                  |            | -          | -          | 42     | 1      |
| ago.-dic. 2020     | Sandnes Ulf        | 1D                 | 22         | 0          | -               | -               | -               | -                  | -                  | -                  | -          | -          | -          | 2      | 0      |
| gen.-ago. 2021     | Sandnes Ulf        | 1D                 | 12         | 0          | CN              | 2               | 0               | -                  | -                  | -                  | -          | -          | -          | 14     | 0      |
| Totale Sandnes Ulf | Totale Sandnes Ulf | Totale Sandnes Ulf | 34         | 0          |                 | 2               | 0               |                    | -                  | -                  |            | -          | -          | 36     | 0      |
| ago.-dic. 2021     | Fredrikstad        | 1D                 | 16+1       | 0          | CN              | 0               | 0               | -                  | -                  | -                  | -          | -          | -          | 17     | 0      |
| gen.-ago. 2022     | Fredrikstad        | 1D                 | 16         | 0          | CN              | 3               | 0               | -                  | -                  | -                  | -          | -          | -          | 19     | 0      |
| Totale Fredrikstad | Totale Fredrikstad | Totale Fredrikstad | 32+1       | 0          |                 | 3               | 0               |                    | -                  | -                  |            | -          | -          | 36     | 0      |
| ago. 2022-2023     | SønderjyskE        | 1D                 | 12         | 0          | CD              | 3               | 0               | -                  | -                  | -                  | -          | -          | -          | 15     | 0      |
| lug.-ago. 2023     | SønderjyskE        | 1D                 | 0          | 0          | CD              | 0               | 0               | -                  | -                  | -                  | -          | -          | -          | 0      | 0      |
| Totale SønderjyskE | Totale SønderjyskE | Totale SønderjyskE | 12         | 0          |                 | 3               | 0               |                    | -                  | -                  |            | -          | -          | 15     | 0      |
| ago.-dic. 2023     | KFUM Oslo          | 1D                 | 2          | 0          | CN              | -               | -               | -                  | -                  | -                  | -          | -          | -          | 2      | 0      |
| gen.-lug. 2024     | KFUM Oslo          | ES                 | 1          | 0          | CN              | 3               | 0               | -                  | -                  | -                  | -          | -          | -          | 4      | 0      |
| Totale KFUM Oslo   | Totale KFUM Oslo   | Totale KFUM Oslo   | 3          | 0          |                 | 3               | 0               |                    | -                  | -                  |            | -          | -          | 6      | 0      |
| lug.-dic. 2024     | Raufoss            | 1D                 | 17         | 0          | CN              | -               | -               | -                  | -                  | -                  | -          | -          | -          | 17     | 0      |
| 2025               | Skeid              | 1D                 | 0          | 0          | CN              | 0               | 0               | -                  | -                  | -                  | -          | -          | -          | 0      | 0      |
| Totale             | Totale             | Totale             | 180+2      | 7          |                 | 19              | 0               |                    | -                  | -                  |            | -          | -          | 201    | 7      |